# Tüskeszer
Tüskeszer (szlovénül: Trnje) falu Szlovéniában a Muravidéken. Közigazgatásilag Cserföld községhez tartozik.

## Fekvése
Muraszombattól 15 km-re délkeletre a Csernec-patak partján fekszik.

## Története
A belatinci uradalom része, az alsólendvai Bánffy család birtoka volt. A Bánffyakat  a Csákyak követték, akik alig egy évszázadig voltak a falu birtokosai, végül a 19. század a Gyika család kezében volt az uradalom.
Fényes Elek szerint " Tüskeszer, vindus tót falu, Zala vmegyében, 518 kath. lak. F. u. Gyika. Ut. p. A.-Lendva. " 
1910-ben 826, túlnyomórészt szlovén lakosa volt.
Közigazgatásilag Zala vármegye Alsólendvai járásának része volt. 1919-ben a Szerb–Horvát–Szlovén Királysághoz csatolták, ami tíz évvel később vette fel a Jugoszlávia nevet. 1941-ben a Muramentét a magyar hadsereg visszafoglalta és 1945-ig ismét Magyarország része volt, majd a második világháború befejezése után végleg jugoszláv kézbe került. 1991 óta a független Szlovén Köztársaság része. 2002-ben 551 lakosa volt.

## Nevezetességei
Keresztelő Szent János tiszteletére szentelt kápolnája.